# 小行星8644
小行星8644（8644 Betulapendula）是一颗绕太阳运转的小行星，为主小行星带小行星。该小行星于1988年9月16日发现。

## 轨道参数
小行星8644的轨道半长轴为2.3754728 UA，离心率为0.172。